# Forze armate bielorusse

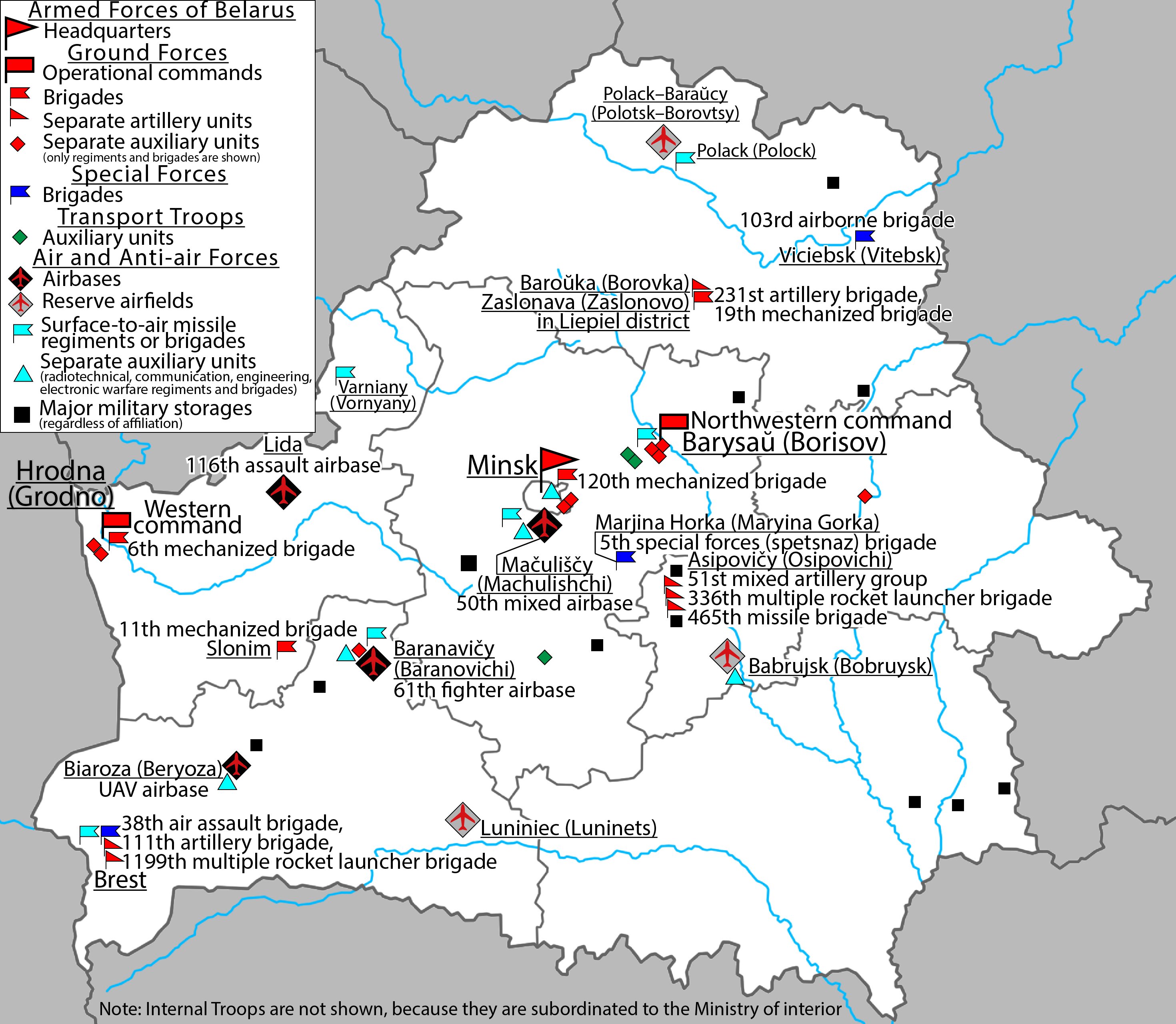

Le Forze Armate della Repubblica di Bielorussia (bielorusso: Узброеныя сілы Рэспублікі Беларусь – УС РБ, Usbroenyja sily Respubliki Belarus, russo: Boopyжённыe cилы Pecпyблики Бeлapycь, Vooružënnye sily Respubliki Belarus) sono costituite dalle Forze Terrestri e dall'Aeronautica militare e Difesa antiaerea, il tutto sotto il comando del Ministero della Difesa della Repubblica di Bielorussia. Essendo un paese senza sbocco sul mare, la Bielorussia non ha una marina militare.
Nel 2017 l'IISS stimò che il personale delle forze armate contava 48.000 soldati. La maggior parte dei soldati sono coscritti che servono per un periodo di 12 mesi (con istruzione superiore) o 18 mesi (senza).
La Bielorussia ha condotto riforme militari negli anni 2000 che hanno rimodellato le sue forze armate come una forza relativamente efficace per un piccolo stato in condizioni economiche piuttosto difficili.

## Storia
La precedente Repubblica Popolare Bielorussa del marzo 1918-1919 non ebbe il tempo di creare forze armate nella sua breve esistenza, sebbene siano stati documentati tentativi di creare un esercito.
Fino al 1991 il Distretto Militare bielorusso sovietico comprendeva la 5ª Armata carri della Guardia (QG Bobruisk), la 7ª Armata carri (QG Borisov), la 28ª Armata (QG Grodno), la 120ª Brigata motorizzata della Guardia, il 72° Centro d'Addestramento del Distretto della Guardia ed unità e formazioni logistiche. In aggiunta a queste truppe, la Bielorussia ospitò brigate a controllo centralizzato, vale a dire la 103ª Divisione aerotrasportata della Guardia, la 38ª Brigata aerotrasportata della Guardia, l'11º Corpo di Difesa Aerea della 2ª Armata di Difesa Aerea, la 26ª Armata Aerea e anche unità e formazioni delle forze missilistiche strategiche, delle forze dell'aviazione a lungo raggio, della Marina e delle forze speciali.
Alla fine del 1991 la 5ª Armata Corazzata della Guardia comprendeva la 30ª Divisione motorizzata della Guardia, appena arrivata dalla Cecoslovacchia, e la 193ª Divisione corazzata, più due basi di stoccaggio di armamento ed equipaggiamento (l'ex 8ª Divisione della Guardia e l'ex 29ª Divisione corazzata), e le truppe d'armata. La 7ª Armata carri comprendeva la 3ª Divisione corazzata della Guardia, la 34ª e la 37ª Divisione corazzata della Guardia, più le truppe d'armata. La 28ª Armata comprendeva quattro divisioni, una delle quali era una divisione con un basso status di mobilitazione. In arrivo dal Gruppo di Forze del Sud in Ungheria venne anche la 19ª Divisione corazzata della Guardia.
Il 20 settembre 1991 il Soviet Supremo della Bielorussia approvò la risoluzione "Sulla formazione delle Forze Armate della Repubblica di Bielorussia" e l'11 gennaio 1992 la risoluzione "Sulle Forze Armate dispiegate nel territorio della Repubblica di Bielorussia." Il 18 marzo 1992, il parlamento approvò la risoluzione "Sulle Forze Armate della Repubblica di Bielorussia" che obbligava il governo "ad avviare la formazione delle Forze Armate della Repubblica di Bielorussia a partire dal 20 marzo 1992" e "a presentare al Soviet supremo l'approvazione della struttura suggerita delle forze armate, la loro dimensione e l'ordine del loro materiale e delle forniture tecniche ".
Il 6 maggio 1992, il Distretto Militare bielorusso venne abolito. Il Ministero della Difesa bielorusso e lo Stato Maggiore delle Forze Armate si formarono sulle sue risorse. L'ex primo vice comandante e capo di stato maggiore del distretto militare, il tenente generale P.P. Kozlovskij, venne nominato ministro della Difesa il 22 aprile 1992, prendendo il posto del ministro della Difesa ad interim, il colonnello generale Pëtr Čaus.
Il 3 novembre 1992 la Bielorussia approvò la legge "Sulle Forze Armate della Repubblica di Bielorussia" definendo lo stato, la struttura e i principi guida delle Forze Armate. Dopo l'introduzione della presidenza la legge venne modificata due volte: il 4 settembre 1996 e il 9 novembre 1999, ma nel complesso la legge mantenne il suo contenuto iniziale.
Il 1 gennaio 1993 a tutto il personale di servizio in territorio bielorusso venne richiesto di prestare giuramento di fedeltà alla Bielorussia o di abbandonarla. Questo giuramento però non allievò le preoccupazioni per quanto riguardava la fedeltà alla Russia in tempo di crisi, soprattutto dal momento che quasi il 50% di tutto il personale militare era di etnia russa alla fine del 1992.
Nel giugno 1995, il presidente Lušenko emise un decreto sulle forze mobili. Nel giugno del 1996, esse comprendevano un quartier generale con sede a Vitebsk, due brigate tratte dalla 103ª Divisione aerotrasportata della Guardia, la 38ª Brigata mobile indipendente (Brėst), un reggimento di trasporto aereo ed unità delle comunicazioni, logistiche e del Genio.
L'adesione alla Comunità degli Stati Indipendenti, così come il trattato del 1996 per l'Unione Russia-Bielorussia e il Trattato della formazione di uno Stato Unione nel 1999, confermò uno stretto partenariato con la Russia. Gran parte del sistema di difesa aerea è integrato nella rete di difesa aerea russa e nel 2006 le due nazioni firmarono un accordo per la creazione di un sistema unificato di difesa aerea.

## Struttura
I siti web governativi della Bielorussia dicono che il Ministero della Difesa della Repubblica di Bielorussia è supportato dal Comando Centrale Elementi di Supporto e dallo Stato Maggiore delle Forze Armate.
Gli elementi di supporto al combattimento delle forze armate comprendono ricognizione, guerra elettronica, comunicazioni, Genio, Difesa NBC, navigazione e topografia ed imprese di manutenzione. Gli elementi di logistica delle forze armate forniscono materiale di supporto, supporto logistico, assistenza medica, sostegno veterinario, e costruzione militare.
Nel 1995 venne istituita l'Accademia Militare della Bielorussia sulla base di due istituzioni educative militari - la Scuola di Difesa Aerea e Missilistica di Minsk dell'aeronautica sovietica e la Scuola Superiore di Comando Militare di Minsk. I suoi 10 dipartimenti formano ufficiali di 38 specialità in quasi tutte le armi di servizio. Sempre nel 1995 venne attribuito lo status di un'istituzione governativa di speciale formazione militare secondaria per i giovani.

### Le Forze Armate

#### Forze Terrestri bielorusse
Uno studio della Biblioteca del Congresso dichiarò che nel 1994 la Bielorussia aveva un Esercito di 52.500 uomini. La struttura organizzativa conta su tre comandi superiori, due divisioni motorizzate, una Divisione aerotrasportata, la 51ª Divisione d'artiglieria della Guardia ad Asipovičy, tre divisioni meccanizzate, una brigata aerea, tre brigate missili terra-terra, due brigate anticarro, una brigata forze speciali e sette brigate missili anti-aerei. L'equipaggiamento includeva 3.108 carri armati (settantanove T-54, 639 T-55, 291 T-62, 299 T-64, otto T-80 e 1.800 T-72), 419 lanciarazzi a medio raggio, sessanta missili terra-terra, e 350 missili terra-aria.
Nel 1993 la 7ª Armata carri venne riorganizzata come 7º Corpo d'armata. Nel 1994 il 7º Corpo d'armata venne ridenominato come 65º Corpo d'armata, che si trova ancora a Borisov.
Al 1º gennaio 1995 la composizione delle Forze Terrestri bielorusse era cambiato. Lo studio della Biblioteca del Congresso stimò che al momento le forze del Ministero della Difesa comprendevano la 103ª Divisione aerotrasportata della Guardia e la 38ª Brigata d'assalto-sbarco separata; il 28º Corpo d'armata (Regione di Hrodna e Regione di Brėst), composto dal quartier generale a Hrodna, dalla 6ª Brigata di fanteria meccanizzata separata, dall'11ª Brigata di fanteria meccanizzata della Guardia, dalla 50ª Brigata di fanteria meccanizzata separata, dalla base e dagli impianti d'armamento e dalle truppe di corpo d'armata (truppe missilistiche, antiaeree, chimiche e del Genio, comunicazioni e servizi di retroguardia); il 65º Corpo d'armata (regioni di Minsk e Vitebsk), composto dal quartier generale a Barysaŭ, da tre basi di armamenti ed equipaggiamenti e dalle truppe di corpo d'armata; e il 5º Corpo d'armata della Guardia (regioni di Minsk e Mogilev) costituito dal quartier generale a Babrujsk, dalla 30ª Brigata di fanteria meccanizzata separata, due basi di armamento ed equipaggiamenti, e dalle truppe di corpo d'armata.
In realtà, però, la 103ª Divisione aerotrasportata della Guardia era stata riorganizzata come Quartier Generale delle Forze Mobili nel 1993.
Il 1º agosto 1996, la 51ª Divisione d'artiglieria della Guardia venne riorganizzata come 51º Gruppo centrale d'artiglieria della Guardia, che si trova ancora ad Asipovičy.
Il 21 dicembre 2001 una profonda riorganizzazione delle Forze Terrestri produsse due comandi operativi territoriali, formati da due ex quartier generali di corpo d'armata. Tutte le forze terrestri della Bielorussia vennero ora raggruppate all'interno di questi due comandi, il Comando Operativo Occidentale a Hrodna, ex precedente 28º Corpo d'armata, ex 28ª Armata sovietica, e il Comando Operativo Nordoccidentale, ex 65º Corpo d'armata, a Barysaǔ.
Dal 2001 circa, le forze di difesa del territorio, che a partire dal 2002 sono circa 150.000, si stanno formando, organizzate in battaglioni, compagnie e plotoni sparsi in Bielorussia.
Nel 2007, le Forze Terrestri consistevano di 29.600 soldati (6ª Brigata meccanizzata della Guardia (Hrodna), 11ª Brigata meccanizzata della Guardia a Slonim, 120ª Brigata meccanizzata della Guardia (Minsk), 38ª e 103ª Brigata Mobile (organizzate in modo simile ai reggimenti aerotrasportati sovietici, non tutti sono dotati di BMD-1), 5ª Brigata spetsnaz (Mar"ina Horka), cinque brigate e quattro reggimenti di artiglieria, due reggimenti MRL, 15ª, 29ª, 115ª, 120ª e 302ª Brigata SAM, due brigate SSM, due brigate e un reggimento del Genio, 8ª Brigata NBC indipendente, due brigate delle comunicazioni, 40º Battaglione NBC indipendente). L'equipaggiamento dell'esercito comprendeva 1.800 carri armati (MBT) e 2600 AFV/APC. Le basi di stoccaggio delle armi e delle attrezzature includevano la 50ª (Brest), la 19ª, 34ª e 37ª (ex divisioni corazzate), 3ª e 28ª (Baranavičy). Le basi di stoccaggio delle armi che sono state disciolte sono la 29ª, la 30ª, la 193ª e la base deposito che era l'8ª Divisione corazzata della Guardia a Mar"ina Horka.
Nel 2012, venne riportato che vi erano sei brigate meccanizzate nelle Forze Terrestri: tre a forza totale, la 6ª (Hrodna), l'11ª (Slonim) e la 120ª Brigata meccanizzata della Guardia a Minsk. Le altre sono a forza ridotta, dove vi è un battaglione, la 19ª (Zaslonova), la 37ª e la 50ª (Baranavičy).
Forze terrestri bielorusse hanno partecipato a conflitti come la UNIFIL e la prima guerra civile in Libia.

#### Aeronautica e Forza di Difesa Aerea
Nel 2007 l'Aeronautica e la Forza di Difesa Aerea della Bielorussia (AM & FDA) consistevano in 18.170 uomini (due basi caccia/intercettori, quattro squadroni FGA/ricognizione, una base di trasporti aerei, velivoli d'addestramento, caccia ed elicotteri di supporto, unità SAM). L'equipaggiamento dell'Aeronautica includeva nel 2004 260 caccia d'attacco al suolo/velivoli d'addestramento e 80 elicotteri d'attacco. Secondo i siti governativi della Bielorussia, le forze aeree hanno ora due comandi, il Comando Tattico Operativo Occidentale ed il Comando Tattico Operativo Nord-Occidentale.
La 61ª e la 927ª base aerea si sono ora unite nella 61ª base aerea (caccia) a Baranavičy, con caccia MiG-29, e la 206ª base aerea (Ross) si è fusa nella 116ª base aerea d'assalto della Guardia a Lida, con caccia Su-25.

### Forze indipendenti

#### Forze strategiche

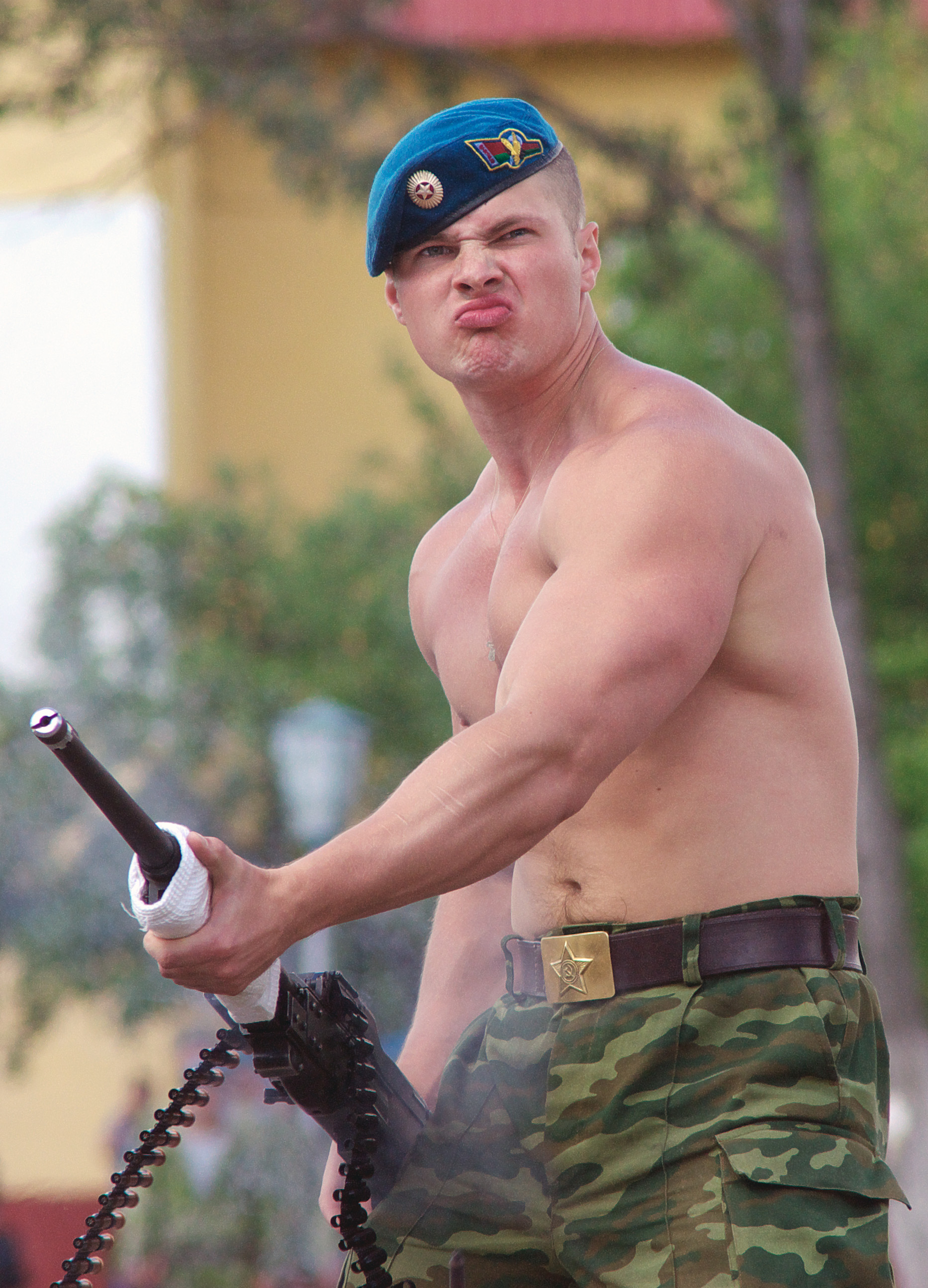
Soldato delle forze speciali della Bielorussia

Le forze strategiche della Bielorussia sono la forza aerea e la forza di deterrenza strategica (missili).

#### Truppe di trasporto
Le truppe di trasporto bielorusse sono responsabili della circolazione del personale e del materiale via camion, ferrovia e aereo. Sono inoltre progettate per svolgere i compiti di supporto al trasporto delle formazioni militari da altre armi di servizio. La direzione generale è esercitata dal ministro della Difesa, mentre il controllo diretto è esercitato dal Capo del Dipartimento di supporto ai trasporti, una posizione che riporta direttamente al Presidente.

#### Forze territoriali
Le Forze Territoriali (in bielorusso: Тэрытарыяльных Войскаў, in russo Территориальных Войск?) sono un'organizzazione di difesa nazionale nelle forze armate. Sono gestite dal Dipartimento delle forze territoriali, essendo un dipartimento di supporto del Ministero della Difesa della Bielorussia e sono gestite dallo Stato Maggiore. Attualmente il comando si trova in via Kommunisticheskaya a Minsk. L'attuale capo del Dipartimento delle forze territoriali è il colonnello Andreij Paseko. Il sistema di difesa territoriale venne istituito all'inizio degli anni 2000. Oltre 120.000 soldati costituiscono la dimensione delle forze territoriali, che è il doppio di quella che serve nell'esercito di servizio regolare. Durante un discorso del presidente Aleksandr Lukašenko del 18 febbraio 2016, egli annunciò l'assegnazione delle armi e delle forze territoriali ed il numero minimo e massimo di truppe distrettuali che vanno da una compagnia a un battaglione. Il personale di queste unità è reclutato da residenti delle rispettive regioni amministrativo-territoriali.

### Forze specializzate
Truppe speciali sono progettate per supportare le attività di combattimento delle forze terrestri e risolvere i loro compiti intrinseci. Includono formazioni ed unità militari d'intelligence, delle comunicazioni, del Genio, di difesa nucleare, chimica e biologica, di guerra elettronica, di navigazione e topografia.
- Truppe di guerra elettronica
- Corpo delle Comunicazioni
- Truppe del Genio
- Truppe di Protezione NBC
- Servizio di Navigazione Topografica

## Forze di sicurezza

### Truppe Interne

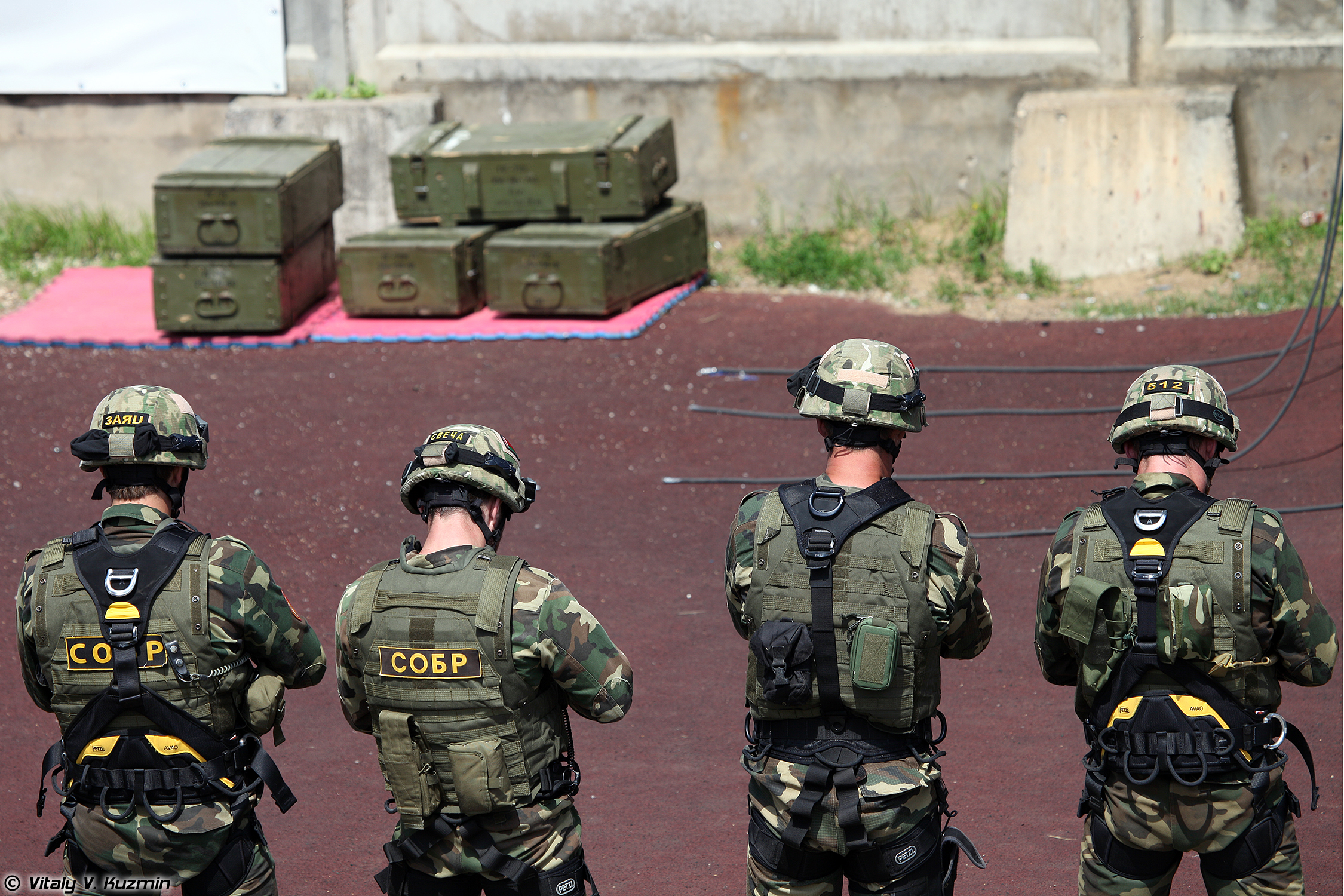
L'Unità per usi speciali delle Truppe interne

Le Truppe interne sono formate dalle ex Truppe Interne sovietiche dopo il crollo dell'Unione Sovietica. Sono composte da tre brigate e sette battaglioni indipendenti (consecutivamente numerati).

### Servizio di guardia di frontiera
Il Servizio di guardia di frontiera è la forza paramilitare della Commissione di frontiera di Stato della Repubblica di Bielorussia. Copre i confini con la Russia, l'Ucraina, la Polonia, la Lituania e la Lettonia.

## Personale

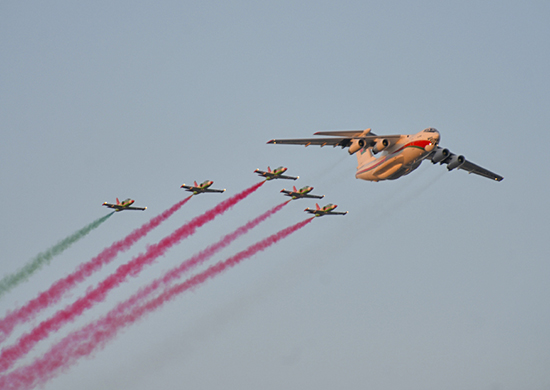
Caccia bielorussi durante un sorvolo a Minsk, luglio 2019

La direttiva del governo del 20 marzo 1992 'Sulla costituzione delle Forze Armate della Repubblica di Bielorussia' fondò l'esercito bielorusso. Le truppe sovietiche della BMD vennero agevolmente convertite in unità militari bielorusse. Eppure, uno dei primi compiti del governo bielorusso fu una riduzione dei suoi numeri. 240.000 soldati ed ufficiali stavano servendo nel Distretto Militare bielorusso. Entro l'inizio del 2013 il numero dei militari, quasi quadruplicato dal 1991, venne ridimensionato. Nel febbraio 2014, Belorusskaya Voyennaya Gazeta, la pubblicazione ufficiale del
Ministero della Difesa, rivelò che le forze armate bielorusse contenevano circa 59.500 uomini, tra cui 46.000 soldati e 13.000 civili.

### Comandanti militari
I comandanti militari delle forze armate della Bielorussia sono amministrazioni regionali incaricate di sorvegliare i reggimenti bielorussi nel territorio del comandante. Le unità sono assegnate a un comandante specifico in base alla loro posizione. Ci sono 6 comandanti militari nelle forze armate bielorusse.
| Nome comandante                   | Comandante                            | Regione            |
| --------------------------------- | ------------------------------------- | ------------------ |
| Comandante militare di Baranavičy | Tenente colonnello Vladimir Pivovar   | Regione di Brėst   |
| Comandante militare di Babrujsk   | Tenente colonnello Vladimir Gritsuk   | Regione di Mahilëŭ |
| Comandante militare di Barysaǔ    | Tenente colonnello Ivan Kislyi        | Regione di Minsk   |
| Comandante militare di Brėst      | Tenente colonnello Yuri Ivanyuk       | Regione di Brėst   |
| Comandante militare di Hrodna     | Tenente colonnello Aleksandr Lupijrev | Regione di Hrodna  |
| Comandante militare di Minsk      | Colonnello Nikolaij Kuraš             | Regione di Minsk   |

Le unità sotto il comando dei comandanti includono la polizia militare, le guardie d'onore e le bande militari.

## Equipaggiamento

### Armi individuali
| Modello                      | Immagine | Calibro              | Origine           | Tipo                              | Note |
| Pistole                      | Pistole  | Pistole              | Pistole           | Pistole                           | Pistole |
| ---------------------------- | -------- | -------------------- | ----------------- | --------------------------------- | --- |
| Makarov PM                   |          | 9 × 18 mm Makarov    | Unione Sovietica  | Pistola semiautomatica            | [ 34 ] |
| Pistolet PB                  |          | 9 × 18 mm Makarov    | Unione Sovietica  | Pistola semiautomatica            | |
| PSM                          |          | 5,45 × 18 mm         | Unione Sovietica  | Pistola semiautomatica            | [ 34 ] |
| Glock 17                     |          | 9 × 19 mm Parabellum | Austria           | Pistola semiautomatica            | Acquistate all'inizio degli anni 2000. Usate dall'OMON, dal Gruppo Alpha e dall'unità antiterrorismo Almaz.                                                                    |
| SIG Sauer P226               |          | 9 × 19 mm Parabellum | Svizzera Germania | Pistola semiautomatica            | Acquistate probabilmente all'inizio degli anni 2010. Usate dall'SOBR delle Truppe interne, dall'ASAM delle Guardie di confine, dal Gruppo Alpha e dall'Almaz.                  |
| MP-353                       |          | .45 Rubber           | Russia            | Pistola non letale                | 100 acquistate nel 2020 e distribuite 50 al GUBOPiK del MUS, 20 all'Almaz e 30 al SOBR.                                                                                        |
| Pistole mitragliatrici       |          |                      |                   |                                   | |
| Heckler & Koch MP5           |          | 9 × 19 mm Parabellum | Germania          | Pistola mitragliatrice            | Utilizzate dall'OMON, dal Gruppo Alpha, dall'unità antiterrorismo Almaz, dall'SOBR delle Truppe interne e dal Servizio di sicurezza presidenziale nelle versioni MP5A3 e MP5K. |
| Fucili a canna liscia        |          |                      |                   |                                   | |
| Saiga-12                     |          | Calibro 12           | Russia            | Fucile semiautomatico             | |
| Benelli M4 Super 90          |          | Calibro 12           | Italia            | Fucile semiautomatico             | Usato dall'SOBR delle Truppe interne e dal Gruppo Alpha. Probabilmente si tratta di copie prodotte in Turchia.                                                                 |
| IZh-81                       |          | Calibro 12           | Russia            | Fucile a pompa                    | [ 37 ] |
| Remington 870                |          | Calibro 12           | Stati Uniti       | Fucile a pompa                    | Usato dal GUBOPiK. |
| Mossberg 500                 |          | Calibro 12           | Stati Uniti       | Fucile a pompa                    | Usato dall'OMON e dal Gruppo Alpja. |
| Fucili d'assalto             |          |                      |                   |                                   | |
| AK-74                        |          | 5,45 × 39 mm         | Unione Sovietica  | Fucile d'assalto                  | [ 34 ] |
| AKS-74                       |          | 5,45 × 39 mm         | Unione Sovietica  | Fucile d'assalto                  | [ 34 ] |
| AKS-74U                      |          | 5,45 × 39 mm         | Unione Sovietica  | Fucile d'assalto                  | [ 34 ] |
| AK-74M                       |          | 5,45 × 39 mm         | Unione Sovietica  | Fucile d'assalto                  | |
| 9A-91                        |          | 9 × 39 mm            | Russia            | Fucile d'assalto                  | Utilizzati dalle forze speciali. |
| AS Val                       |          | 9 × 39 mm            | Unione Sovietica  | Fucile d'assalto                  | Utilizzati dalle forze speciali. |
| Fucili di precisione         |          |                      |                   |                                   | |
| Dragunov SVD                 |          | 7,62 × 54 mm R       | Unione Sovietica  | Fucile di precisione              | [ 34 ] |
| MTs-116M                     |          | 7,62 × 54 mm R       | Unione Sovietica  | Fucile di precisione              | [ 41 ] |
| VSS Vintorez                 |          | 9 × 39 mm            | Unione Sovietica  | Fucile di precisione              | Usato da varie forze speciali. |
| Orsis T-5000                 |          | .308 Winchester      | Russia            | Fucile di precisione              | [ 41 ] |
| Sako TRG-22                  |          | .308 Winchester      | Finlandia         | Fucile di precisione              | [ 38 ] |
| Accuracy International AX338 |          | .338 Lapua           | Regno Unito       | Fucile di precisione              | [ 35 ] |
| OSV-96                       |          | 12,7 × 108 mm        | Russia            | Fucile anti-materiale             | Usato dalle forze speciali. |
| Mitragliatrici               |          |                      |                   |                                   | |
| RPK-74                       |          | 5,45 × 39 mm         | Unione Sovietica  | Mitragliatrice leggera            | [ 34 ] |
| PKM                          |          | 7,62 × 54 mm R       | Unione Sovietica  | Mitragliatrice ad uso generale    | [ 41 ] |
| PKT                          |          | 7,62 × 54 mm R       | Unione Sovietica  | Mitragliatrice media              | Installata sui veicoli. |
| NSV                          |          | 12,7 × 108 mm        | Unione Sovietica  | Mitragliatrice pesante            | |
| Lanciagranate                |          |                      |                   |                                   | |
| GP-25                        |          | 40 mm                | Unione Sovietica  | Lanciagranate                     | [ 34 ] |
| GM-94                        |          | 43 mm                | Russia            | Lanciagranate                     | [ 37 ] |
| RG-6                         |          | 30 mm                | Russia            | Lanciagranate                     | [ 37 ] |
| AGS-17                       |          | 30 mm                | Unione Sovietica  | Lanciagranate automatico          | [ 34 ] |
| AGS-30                       |          | 30 mm                | Russia            | Lanciagranate automatico          | |
| Lanciarazzi                  |          |                      |                   |                                   | |
| RPO-A Shmel                  |          | 93 mm                | Unione Sovietica  | Lanciarazzi a testata termobarica | [ 43 ] |
| RPO-M Shmel M                |          | 90 mm                | Russia            | Lanciarazzi a testata termobarica | Denominato PDM-A Priz. |
| RPG-7                        |          | 40 mm                | Unione Sovietica  | Lanciarazzi anticarro             | |
| RPG-18                       |          | 64 mm                | Unione Sovietica  | Lanciarazzi anticarro             | |
| RPG-22                       |          | 72,5 mm              | Unione Sovietica  | Lanciarazzi anticarro             | |
| RPG-26                       |          | 72,5 mm              | Unione Sovietica  | Lanciarazzi anticarro             | |
| RPG-29                       |          | 105 mm               | Unione Sovietica  | Lanciarazzi anticarro             | |

### Artiglieria
| Modello                | Immagine  | Calibro   | Origine                      | In servizio | Note                                                                                           |
| Semoventi              | Semoventi | Semoventi | Semoventi                    | Semoventi   | Semoventi                                                                                      |
| ---------------------- | --------- | --------- | ---------------------------- | ----------- | ---------------------------------------------------------------------------------------------- |
| 2S1 Gvozdika           |           | 122 mm    | Unione Sovietica             | 125         |                                                                                                |
| 2S3 Akatsiya           |           | 152 mm    | Unione Sovietica             | 125         | Aggiornati a 2S3M.                                                                             |
| 2S5 Giatsint-S         |           | 152 mm    | Unione Sovietica             | 107         | 71 nell'esercito.                                                                              |
| 2S19 Msta              |           | 152 mm    | Russia                       | 12          |                                                                                                |
| Obici                  |           |           |                              |             |                                                                                                |
| 122 mm D-30            |           | 122 mm    | Unione Sovietica             | 24          |                                                                                                |
| 2A65 Msta-B            |           | 152 mm    | Unione Sovietica             | 108         | 72 nell'esercito.                                                                              |
| Lanciarazzi multipli   |           |           |                              |             |                                                                                                |
| BM-21                  |           | 122 mm    | Unione Sovietica Bielorussia | 128         | Aggiornati a BM-21A BelGrad su base MAZ-6317 con razzi 9M521MB e 9M522MB di produzione locale. |
| BM-27 Uragan           |           | 220 mm    | Unione Sovietica Bielorussia | 36          | Alcuni aggiornati a Uragan-MB.                                                                 |
| BM-30 Smerch           |           | 300 mm    | Unione Sovietica             | 36          |                                                                                                |
| Polonez                |           | 300 mm    | Bielorussia                  | 6           | Sostituiranno gli Uragan e gli Smerch.                                                         |
| Mortai                 |           |           |                              |             |                                                                                                |
| 2S12 Sani              |           | 120 mm    | Unione Sovietica             | 14          |                                                                                                |
| 2B23 Nona-M1           |           | 120 mm    | Russia                       | 18          |                                                                                                |
| 2S9 Nona-S             |           | 120 mm    | Unione Sovietica             | ?           | [ 49 ]                                                                                         |
| Artiglieria contraerea |           |           |                              |             |                                                                                                |
| 2K22 Tunguska          |           | 23 mm     | Unione Sovietica             | ?           |                                                                                                |
| 23 mm ZU-23            |           | 23 mm     | Unione Sovietica             | ?           |                                                                                                |

### Veicoli
| Modello                                 | Immagine     | Tipo                          | Origine                      | In servizio  | Note |
| Carri armati                            | Carri armati | Carri armati                  | Carri armati                 | Carri armati | Carri armati |
| --------------------------------------- | ------------ | ----------------------------- | ---------------------------- | ------------ | --- |
| T-72B                                   |              | Carro armato da combattimento | Unione Sovietica             | 497          | Almeno 20 aggiornati allo standard T-72B3.                                                                         |
| Veicoli da combattimento della fanteria |              |                               |                              |              | |
| BRM-1                                   |              | Veicolo da ricognizione       | Unione Sovietica             | 132          | |
| Cayman                                  |              | Veicolo da ricognizione       | Unione Sovietica Bielorussia | >13          | |
| BMP-2                                   |              | IFV                           | Unione Sovietica             | 926          | |
| BTR-82A                                 |              | IFV                           | Russia                       | >31          | |
| Veicoli trasporto truppe                |              |                               |                              |              | |
| MT-LB                                   |              | APC anfibio                   | Unione Sovietica             | 78           | 58 nell'esercito.                                                                                                  |
| BTR-70-MB1                              |              | APC                           | Unione Sovietica Bielorussia | ~64          | Versione rimotorizzata con nuova trasmissione e portelli aggiuntivi sui lati consegnata a partire dal 2017.        |
| BTR-80                                  |              | APC                           | Unione Sovietica             | 153          | |
| Tigr                                    |              | APC                           | Russia Bielorussia           | ?            | In servizio nelle forze speciali delle Truppe interne. Assemblato e modificato in Bielorussia da MZKT come Lis-PM. |
| Volat V1                                |              | APC                           | Bielorussia                  | ~20          | In servizio nelle forze speciali.                                                                                  |
| CS/VN3                                  |              | APC                           | Cina                         | 12           | In servizio dal 2017.                                                                                              |
| Veicoli per usi speciali                |              |                               |                              |              | |
| BAT-2                                   |              | Veicolo del genio             | Unione Sovietica             | ?            | |
| IMR-2                                   |              | Veicolo del genio             | Unione Sovietica             | ?            | |
| BREM-K                                  |              | Veicolo corazzato da recupero | Russia                       | 2            | |
| MTU-20                                  |              | Veicolo gettaponte            | Unione Sovietica             | 20           | |
| MT-55A                                  |              | Veicolo gettaponte            | Cecoslovacchia               | 4            | |
| UR-77                                   |              | Veicolo per lo sminamento     | Unione Sovietica             | ?            | |
| BRDM-2RKhB                              |              | Veicolo da ricognizione NBCR  | Unione Sovietica             | ?            | |
| RKhM-4                                  |              | Veicolo da ricognizione NBC   | Unione Sovietica             | ?            | |
| RKhM-K                                  |              | Veicolo da ricognizione NBC   | Unione Sovietica             | ?            | |
| Veicoli utility                         |              |                               |                              |              | |
| Dongfeng EQ2050                         |              | Veicolo tattico leggero       | Cina                         | >22          | 22 donate dalla Cina nel 2012 e utilizzate dalle forze speciali.                                                   |
| UAZ-469                                 |              | Automobile                    | Unione Sovietica             |              | |
| UAZ Patriot                             |              | Automobile                    | Russia                       |              | [ 55 ] |
| Autocarri                               |              |                               |                              |              | |
| GAZ-66                                  |              | Autocarro leggero             | Unione Sovietica             |              | [ 56 ] |
| ZIL-131                                 |              | Autocarro                     | Unione Sovietica             |              | [ 56 ] |
| MAZ-537                                 |              | Autocarro                     | Unione Sovietica             |              | [ 57 ] |
| Ural-4320                               |              | Autocarro                     | Unione Sovietica             |              | [ 56 ] |
| MAZ-5316                                |              | Autocarro                     | Bielorussia                  |              | [ 58 ] |
| MAZ-5336                                |              | Autocarro                     | Bielorussia                  |              | |
| MAZ-6317                                |              | Autocarro                     | Bielorussia                  |              | [ 58 ] |
| MAZ-6425                                |              | Autocarro                     | Bielorussia                  |              | [ 58 ] |
| MZKT-5002                               |              | Autocarro                     | Bielorussia                  |              | [ 58 ] |
| MZKT-6001                               |              | Autocarro                     | Bielorussia                  |              | [ 56 ] |
| MZKT-6527                               |              | Autocarro                     | Bielorussia                  |              | [ 56 ] |
| MZKT-7415                               |              | Autocarro                     | Bielorussia                  |              | [ 57 ] |

### Missili
| Modello                 | Immagine          | Tipo                             | Origine                      | Note |
| Missili anticarro       | Missili anticarro | Missili anticarro                | Missili anticarro            | Missili anticarro |
| ----------------------- | ----------------- | -------------------------------- | ---------------------------- | --- |
| 9P148 Konkurs           |                   | Missile filoguidato              | Unione Sovietica             | 75 in servizio. |
| 9P149 Šturm             |                   | Missile radioguidato             | Unione Sovietica             | 85 in servizio. |
| 9K111 Fagot             |                   | Missile filoguidato              | Unione Sovietica             | [ 44 ] |
| 9M113 Konkurs           |                   | Missile filoguidato              | Unione Sovietica             | [ 44 ] |
| 9K115 Metis             |                   | Missile filoguidato              | Unione Sovietica             | [ 44 ] |
| Shershen                |                   | Missile a guida laser            | Ucraina Bielorussia          | |
| Difesa aerea            |                   |                                  |                              | |
| S-300PS                 |                   | Sistema SAM a lungo raggio       | Russia                       | 24 sistemi di lancio e 2 veicoli di comando consegnati entro il 2006.                                                        |
| S-300PMU-1              |                   | Sistema SAM a lungo raggio e ABM | Russia                       | 4 sistemi di seconda mano consegnati tra il 2015 e il 2016.                                                                  |
| S-400                   |                   | Sistema SAM a lungo raggio       | Russia                       | Numero ignoto di sistemi acquistati nel 2022.                                                                                |
| Buk                     |                   | Sistema SAM a medio raggio       | Unione Sovietica Bielorussia | Alcuni Buk-MB sviluppati in Bielorussia.                                                                                     |
| Tor                     |                   | Sistema SAM a corto raggio       | Unione Sovietica             | In servizio dal 2011. 5 Tor-M2K acquistati nel 2016 e ulteriori Tor-M2 acquistati nel 2017. 21 sistemi in servizio nel 2021. |
| Osa                     |                   | Sistema SAM a corto raggio       | Unione Sovietica Bielorussia | In fase di aggiornamento allo standard 9A33-2B.                                                                              |
| Strela-10               |                   | Sistema SAM a corto raggio       | Unione Sovietica             | |
| 9k38 Igla               |                   | MANPADS                          | Unione Sovietica             | |
| Strela-3                |                   | MANPADS                          | Unione Sovietica             | [ 66 ] |
| Missili balistici       |                   |                                  |                              | |
| OTR-21 Točka            |                   | Missile balistico a corto raggio | Unione Sovietica             | 36 in servizio nel 2021. |
| 9K720 Iskander-M        |                   | Missile balistico a corto raggio | Russia                       | Numero ignoto di sistemi acquistati nel 2022.                                                                                |
| Missili aria-aria       |                   |                                  |                              | |
| R-60                    |                   | SRAAM a guida infrarossa         | Unione Sovietica             | [ 44 ] |
| R-73                    |                   | SRAAM a guida infrarossa         | Unione Sovietica             | [ 44 ] |
| R-27R                   |                   | MRAAM a guida radar semiattiva   | Unione Sovietica             | [ 44 ] |
| Missili aria-superficie |                   |                                  |                              | |
| Kh-29T                  |                   | Missile a guida TV               | Unione Sovietica             | [ 44 ] |

### Altro
- Bogomol, UCGV[67]
- Burevestnik-MB, drone armato
- Busel-MB, drone da ricognizione[68]
- Berserk, UGV[69][70]
- Centaur, UCGV[67]
- Sopka-2M, stazione radar[71]
- Groza-R2, sistemi portatili di aeromobili a pilotaggio remoto per l'interferenza VHF[72]
- Protivnik-G, Vostok-D e Rosa-RBM, stazioni radar
- Garant-AKPP, posto di controllo automatizzato
- MKR Argus-P1, sistema mobile di monitoraggio radio
- Peleng, sistema di ricognizione tecnica radio[73]

## Aspetti culturali

### Istituzioni/unità
- Museo di Storia Militare della Bielorussia
- Servizio Banda Militare delle Forze Armate
- Gruppo accademico di canto e danza delle forze armate bielorusse
- Casa centrale degli ufficiali (Minsk)
- Teatro drammatico dell'esercito bielorusso
- Guardia d'onore delle Forze Armate della Bielorussia
- Museo della Grande Guerra patriottica bielorussa

### Festività
- In Bielorussia, la festività annuale del Giorno del Difensore della Patria (noto come Дзень абаронцы Айчыны in lingua bielorussa) il 23 febbraio coincide anche con il Giorno delle forze armate (Дзень Узброеных Сіл). Commemora quel giorno del 1918 quando venne istituita la prima armata unificata nel paese come parte dell'Armata Rossa. Dichiarata ufficialmente festa pubblica dal presidente Lukašenko il 25 marzo 2004, viene tradizionalmente onorata con una cerimonia di deposizione della corona da parte del presidente della Bielorussia in Piazza della Vittoria. Il 23 febbraio si svolgono anche eventi festivi congiunti con i soldati delle forze armate russe in occasione delle loro vacanze professionali. Durante il centenario delle forze armate nel 2018, si svolsero eventi durante tutto l'anno, tra cui una parata militare a Gomel e le celebrazioni a Vitebsk.[74][75][76]
- Sebbene sia una festa nazionale, il Giorno dell'Indipendenza è principalmente una celebrazione delle forze armate che onora coloro che presero parte all'offensiva di Minsk dell'Armata Rossa del 1944. La parata del Giorno dell'Indipendenza di Minsk è il principale evento militare svolto in questo giorno.

### Canzoni/marce popolari
Di seguito è riportato un elenco di importanti pezzi militari bielorussi:
- Madrepatria mia cara (Радзіма мая дарагая)
- Marcia della Vittoria (Марш Перамогi)
- Den' Pobedy (Дзень Перамогі)
- Inno dell'Accademia militare (Гимн Военной академии)
- Marcia del Granatiere (Марш Грэнадыі)
- La bandiera della nostra patria (Айчыны нашай сцяг)[79]
- Canzone dal '45 (Письмо из 45-го)

## Educazione militare
- Accademia militare della Bielorussia
- Accademia del Ministero dell'Interno della Bielorussia
- Istituto Servizio Guardia di frontiera della Bielorussia
- Scuola militare Suvorov di Minsk
- Facoltà Militare dell'Università statale bielorussa. La facoltà venne istituita il 4 novembre 1926, per ordine del Consiglio militare rivoluzionario. Nel 1941, all'inizio della Grande guerra patriottica, le lezioni di addestramento militare vennero interrotte solo per essere riprese nel 1943. Nel dopoguerra e negli anni successivi, il Dipartimento Militare continuò ad addestrare ufficiali di riserva tra gli studenti nelle specialità contabili militari richieste. Nel 2003, il Dipartimento Militare venne riorganizzato nella moderna Facoltà Militare dell'Università statale bielorussa.[80]
- Facoltà Militare dell'Università statale d'informatica e radioelettrotecnica bielorussa
- Facoltà Militare dell'Università nazionale tecnica bielorussa
- Facoltà Militare dell'Università statale medica bielorussa
- Facoltà Militare dell'Università statale di Hrodna
- Facoltà Militare dell'Università statale dei trasporti bielorussa
- Facoltà Militare dell'Accademia statale dell'Aviazione bielorussa